# Rim-Sin I

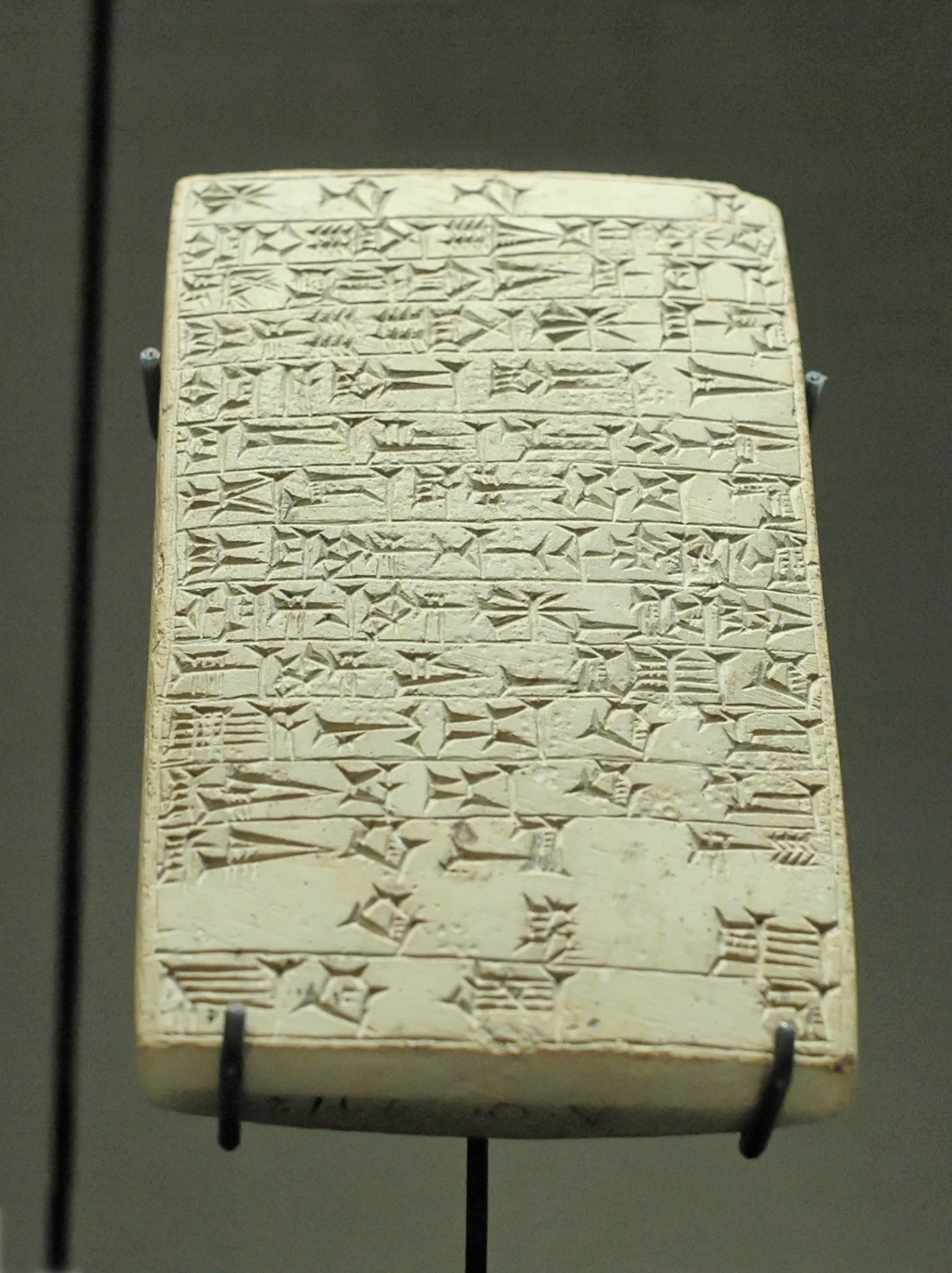

Rim-Sin I, último rey de su dinastía en Larsa entre 1820/1822 a. C. y 1760/1763 a. C. (cronología media), o 1758-1699  a.  C. (cronología corta). Durante el reinado de Rim-sin, la ciudad de Larsa alcanzó su máximo esplendor, y por un periodo de unos 30 años fue el rey más poderoso del sur de Mesopotamia, hasta su caída a manos de Hammurabi, e Irdanene de Uruk.
En Larsa conquistó el templo E.babbar, al que más tarde, en 1823 a. C., lo adquirió Hammurabi.

## Biografía
El padre de Rim-Sin, Kudur-Mabuk (probablemente un jefe amorreo de las fronteras de Elam), se apoderó del trono de Larsa, colocó en él a su hijo Warad-Sin y se dedicó a consolidar el reino. Al subir al trono, Rim-Sin inició un periodo de expansión, conocido a partir de los nombres de año con los que dató su reinado. Así sabemos que el 14.º año de su reinado (1809 a. C.) venció a una coalición de Uruk e Isin, conquistó Der el 20.º año de su reinado (1803 a. C.), Uruk el 21.º (1802 a. C.), e Isin el 30.º (1793 a. C.). La conquista de Isin puso bajo su control todo el país de Sumer, aunque quedó aislado del resto de la región por la vecina Babilonia y Ešnunna.
Rim-Sin dedicó muchos esfuerzos a la construcción y restauración de las murallas de diferentes ciudades, a la excavación de canales para el riego, la construcción y enriquecimiento de los templos, la ordenación de las tierras públicas y a promover el comercio con el Golfo Pérsico, llamado Dilmun, la actual Baréin.
Al año siguiente de la toma de Isin, subió Hamurabi al trono de Babilonia. Toda la segunda mitad del reinado de Rim-Sin está marcada por el ascenso del poder de Babilonia en la región, que poco a poco irá arrebatando territorio al reino de Rim-Sin. Tras conquistar Uruk e Isin en 1785 a. C., Hamurabi convierte a Rim-Sin en su súbdito, y finalmente conquista Larsa en 1763 a. C..
Con él acabó su dinastía y la ciudad de Larsa no volvió a desempeñar un papel importante en la historia de Mesopotamia.